# Kroatische Eishockeyliga 1998/99
Die Saison 1998/99 war die achte Spielzeit der kroatischen Eishockeyliga, der höchsten kroatischen Eishockeyspielklasse. Meister wurde zum insgesamt vierten Mal in der Vereinsgeschichte der KHL Medveščak Zagreb.

## Modus
In der Hauptrunde absolvierte jede der vier Mannschaften insgesamt neun Spiele. Alle vier Mannschaften qualifizierten sich für die Playoffs, in denen der Meister ausgespielt wurde. Für einen Sieg erhielt jede Mannschaft zwei Punkte, bei einem Unentschieden gab es einen Punkt und bei einer Niederlage null Punkte.

## Hauptrunde
|    | Klub                 | Sp | S | U | N | Tore  | Punkte |
| -- | -------------------- | -- | - | - | - | ----- | ------ |
| 1. | KHL Medveščak Zagreb | 9  | 7 | 0 | 2 | 64:27 | 14     |
| 2. | KHL Zagreb           | 9  | 6 | 0 | 3 | 49:32 | 12     |
| 3. | KHL Mladost Zagreb   | 9  | 5 | 0 | 4 | 52:36 | 10     |
| 4. | INA Sisak            | 9  | 0 | 0 | 9 | 28:98 | 0      |

Sp = Spiele, S = Siege, U = unentschieden, N = Niederlagen, OTS = Overtime-Siege, OTN = Overtime-Niederlage, SOS = Penalty-Siege, SON = Penalty-Niederlage

## Playoffs

### Halbfinale
- KHL Medveščak Zagreb – INA Sisak 2:0 (14:5, 5:0)
- KHL Zagreb – KHL Mladost Zagreb 2:1 (2:5, 6:4, 4:1)

### Spiel um Platz 3
- KHL Mladost Zagreb – INA Sisak 2:0 (5:0 Wertung, 5:0 Wertung)

### Finale
- KHL Medveščak Zagreb – KHL Zagreb 3:0 (8:4, 3:1, 5:4)